# David Banner (rappare)
David Banner, född Lavell Crump 1974 i Brookhaven, Mississippi, är en amerikansk rappare, musikproducent och skivbolagschef.

## Diskografi
- Them Firewater Boyz (2000) (vol. 1)
- Mississippi: The Album (2003) (US #9)
- MTA2: Baptized in Dirty Water (2003) (US #69)
- Certified (2005) (US #6)

## Annat
David medverkar i TV-spelet Def Jam: Fight for NY.

## Fotnoter
1. ↑  Gemeinsame Normdatei, läst: 15 december 2014.[källa från Wikidata]